# Lacconectus oceanicus
Lacconectus oceanicus är en skalbaggsart som beskrevs av Régimbart 1899. Lacconectus oceanicus ingår i släktet Lacconectus och familjen dykare. Inga underarter finns listade i Catalogue of Life.